# Lijst van kastelen in Engeland
Dit is een lijst van de belangrijkste kastelen in Engeland.

## Berkshire
- Beaumys Swallowfield
- Donnington Castle - (English Heritage)
- Farington
- Grimsbury castle (heuvelfort)
- Hampstead Marshall
- Hampstead Norreys
- Hinton
- Moreton
- Newbury Castle -
- Perborough castle (heuvelfort)
- Windsor Castle
- Woodhay

## Cambridgeshire
- Barnack
- Bassingbourn
- Belsar's Hill
- Benwick
- Booths Hill
- Bourn
- Braham
- Bruck
- Burrough Green
- Burwell
- Cambridge Castle
- Camps
- Carlton
- Castle Hill
- Caxton
- Cheveley
- Chippingham
- Diddington
- Eaton Socon
- Elton Hall
- Ely
- Fordham
- Great Staughton
- Grove Moated
- Hartford
- Herewards
- Huntingdon
- Kimbolton
- Kings Ripton
- Kirtling Towers
- Maxey
- Northborough
- Orrwell
- Peterborough
- Rampton
- Southoe
- St Neots
- Swaversey
- The Moats
- Tout Hill
- Wimpole
- Wisbech
- Woodcroft

## Cheshire
- Beeston Castle - (English Heritage)
- Chester Castle - (English Heritage)
- Peckforton Castle - (privébezit)
- Cholmondeley Castle

## Durham
- Auckland Castle - (privébezit)
- Barnard Castle - (English Heritage)
- Bowes Castle - (English Heritage)
- Durham Castle - (University College Durham)
- Lumley Castle - (Earl van Scarbrough)
- Raby Castle

## Cornwall
- Launceston Castle - (English Heritage)
- Pendennis Castle - (English Heritage)
- Restormel Castle - (English Heritage)
- St Mawes Castle - (English Heritage)
- St Michael's Mount - (National Trust)
- Tintagel Castle - (English Heritage)

## Cumbria
- Appleby Castle - (privébezit)
- Brough Castle - (English Heritage)
- Brougham Castle - (English Heritage)
- Carlisle Castle - (English Heritage)
- Dalton Castle -  (National Trust)
- Egremont Castle - (English Heritage)
- Gleaston Castle - (privébezit)
- Hartley Castle - gesloopt
- Muncaster Castle - (privébezit)
- Naworth Castle - (privébezit)
- Pendragon Castle - (privébezit)
- Penrith Castle - (English Heritage)
- Piel Castle - (English Heritage)
- Sizergh Castle - (National Trust)

## Derbyshire
- Bolsover Castle - (English Heritage)
- Codnor Castle - (Privébezit)
- Duffield Castle - (Ruïne)
- Holmesfield Castle - (Ruïne)
- Horston Castle - (Ruïne)
- Melbourne Castle - (Ruïne)
- Peveril Castle - (English Heritage)
- Riber Castle -(Ruïne)

## Devon
- Berry Pomeroy Castle - (English Heritage)
- Compton Castle - (National Trust)
- Cranmore Castle -
- Dartmouth Castle - (English Heritage)
- Castle Drogo - (National Trust)
- Kingswear Castle - (Privébezit)
- Lydford Castle - (English Heritage)
- Okehampton Castle - (English Heritage)
- Powderham Castle - de Earl van Devon
- Rougemont Castle (Exeter) - Exeter City Council/Britse Kroon
- Totnes Castle - (English Heritage)

## Dorset
- Christchurch Castle - (English Heritage)
- Corfe Castle - (National Trust)
- Lulworth Castle - (English Heritage)
- Portland Castle - (English Heritage)
- Sandsfoot Castle -
- Sherborne Castle - (English Heritage)

## East Riding of Yorkshire
- Skipsea Castle - (English Heritage)
- Wressle Castle - (privébezit)

## East Sussex
- Bodiam Castle - (National Trust)
- Camber Castle - (English Heritage)
- Herstmonceux Castle - (Privébezit)
- Lewes Castle - (English Heritage)
- Pevensey Castle - (English Heritage)
- Rye Castle - (Privébezit)
- Hastings Castle - Lokale overheid

## Essex
- Colchester Castle - (museum)
- Hadleigh Castle - (English Heritage)
- Hedingham Castle - (Privébezit)
- Pleshey Castle - (privébezit)
- Rayleigh Castle - Overblijfselen van een mottekasteel.
- Walden Castle - (privébezit)

## Gloucestershire
- Berkeley Castle
- St Briavels Castle - (English Heritage)
- Sudeley Castle - (Privébezit)
- Thornbury Castle - (Privébezit hotel)

## Londen
- Jewel Tower - (English Heritage)
- Tower of London - (Historic Royal Palaces)
- Winchester Palace - (English Heritage)
- Baynards
- Boleyn
- Bruce
- Castle Hill
- Chessington
- Cranford
- Great Ilford
- Ickenham
- Montfichet
- Ruislip
- St Mary Cray

## Hampshire
- Calshot Castle - (English Heritage)
- Hurst Castle - (English Heritage)
- Odiham Castle - (Privébezit)
- Portchester Castle - (English Heritage)
- Southsea Castle - (Portsmouth City Council)
- Winchester Castle - (Privébezit)
- Wolvesey Castle - (English Heritage)

## Herefordshire
- Croft Castle - (National Trust)
- Eastnor Castle - (Privébezit)
- Goodrich Castle - (English Heritage)
- Longtown Castle - (English Heritage)
- Wigmore Castle - (English Heritage)

## Hertfordshire
- Berkhamsted Castle - (English Heritage)

## Isle of Wight
- Carisbrooke Castle - (English Heritage)
- Yarmouth Castle - (English Heritage)

## Isles of Scilly
- Cromwells Castle - (English Heritage)
- King Charles's Castle - (English Heritage)

## Kent
- Allington Castle - (English Heritage)
- Canterbury Castle - (Lokale overheid)
- Chiddingstone Castle - (Privébezit)
- Chilham Castle - (Privébezit)
- Cooling Castle - (Privébezit)
- Deal Castle - (English Heritage)
- Dover Castle - (English Heritage)
- Eynsford Castle - (English Heritage)
- Hever Castle - (Privébezit)
- Kingsgate Castle -
- Leeds Castle - (Privébezit)
- Leybourne Castle - (Privébezit)
- Lympne Castle - (Privébezit)
- Richborough Castle - (English Heritage)
- Rochester Castle - (English Heritage)
- St Leonard's Tower - (English Heritage)
- Saltwood Castle - (Privébezit)
- Sandgate Castle - (Privébezit)
- Scotney Castle - (National Trust)
- Stone Castle - (Privébezit)
- Sutton Valence - (English Heritage)
- Tonbridge Castle - kantoren van de lokale overheid
- Upnor Castle - (English Heritage)
- Walmer Castle - (English Heritage)
- Westenhanger Castle - (Privébezit)

## Lancashire
- Clitheroe Castle - Parttime Toeristische Attractie
- Lancaster Castle - Gevangenis

## Leicestershire
- Ashby de la Zouch Castle - (English Heritage)
- Belvoir Castle - (Privébezit)
- Kirby Muxloe Castle - (English Heritage)

## Lincolnshire
- Bolingbroke Castle - (English Heritage)
- Grimsthorpe Castle -  (eigenaar van een privéfonds)
- Lincoln Castle - (Privébezit)
- Tattershall Castle - (National Trust)

## Merseyside
- Liverpool Castle - Gesloopt in de 18de eeuw

## Norfolk
- Baconsthorpe Castle - (English Heritage)
- Caister Castle
- Castle Acre Castle - (English Heritage)
- Castle Rising Castle - (English Heritage)
- Norwich Castle
- Weeting Castle - (English Heritage)
- Wormegay Castle

## Northamptonshire
- Barnwell Castle
- Rockingham Castle

## Northumberland
- Alnwick Castle - (Graaf van Northumberland)
- Aydon Castle - (English Heritage)
- Bamburgh Castle - (Privébezit)
- Belsay Castle - (English Heritage)
- Berwick Castle - (English Heritage)
- Bywell Castle - (Privébezit)
- Chillingham Castle - (Privébezit)
- Dunstanburgh Castle - (English Heritage)
- Edlingham Castle - (English Heritage)
- Etal Castle - (English Heritage)
- Lindisfarne Castle - (National Trust)
- Norham Castle - (English Heritage)
- Prudhoe Castle - (English Heritage)
- Thirlwall Castle - (Northumberland National Park Authority)
- Warkworth Castle - (English Heritage)

## North Yorkshire
- Barden Tower - (Privébezit)
- Bolton Castle - (Privébezit)
- Cliffords Tower - (English Heritage)
- Helmsley Castle - (English Heritage)
- Knaresborough Castle - (Privébezit)
- Marmion Tower - (English Heritage)
- Middleham Castle - (English Heritage)
- Pickering Castle - (English Heritage)
- Richmond Castle - (English Heritage)
- Scarborough Castle - (English Heritage)
- Skipton Castle - (Privébezit)
- Spofforth Castle - (English Heritage)

## Nottinghamshire
- Newark Castle - (Privébezit)
- Nottingham Castle - (Nottingham City Council)

## Oxfordshire
- Deddington Castle - (English Heritage)
- Oxford Castle
- Wallingford Castle

## Shropshire
- Acton Burnell Castle - (English Heritage)
- Caus Castle - (privébezit)
- Clun Castle - (English Heritage)
- Ludlow Castle - (Earl of Powis)
- Moreton Corbet Castle - (English Heritage)
- Shrewsbury Castle - (Shrewsbury and Atcham Borough Council)
- Stokesay Castle - (English Heritage)
- Tyrley Castle - (Ruïne)

## Somerset
- Daws Castle - (English Heritage)
- Dunster Castle - (National Trust)
- Farleigh Hungerford Castle - (English Heritage)
- Nunney Castle - (English Heritage)
- Het voormalige Bridgwater Castle
- Het voormalige Taunton Castle - (Privébezit, nu hotel/restaurant)

## South Yorkshire
- Conisbrough Castle - (English Heritage)
- Sheffield Castle - verdwenen

## Staffordshire
- Alton Castle - (Privébezit)
- Audley Castle - Openbare ruimte
- Caverswall Castle - (Privébezit)
- Chartley Castle - (Privébezit)
- Dudley Castle - (Privébezit)
- Stafford Castle - (Stafford Borough Council)
- Tamworth Castle - (Privébezit)
- Tutbury Castle - (Privébezit)

## Suffolk
- Bungay Castle - eigenaar fonds van de plaats Bungay
- Framlingham Castle - (English Heritage)
- Orford Castle - (English Heritage)

## Surrey
- Farnham Keep Castle - (English Heritage)
- Guildford Castle - (Privébezit)

## Tyne and Wear
- Hylton Castle - (English Heritage)
- Donjon van Newcastle - (Newcastle City Council)
- Tynemouth Castle - (English Heritage)

## Warwickshire
- Kenilworth Castle - (English Heritage)
- Warwick Castle - (Privébezit)

## West Midlands
- Dudley Castle
- Weoley Castle - (Birmingham City Council)

## West Sussex
- Arundel Castle - (Graaf van Norfolk)
- Bramber Castle - (English Heritage)

## West Yorkshire
- Pontefract Castle
- Sandal Castle

## Wiltshire
- Ludgershall Castle - (English Heritage)
- Old Sarum - (English Heritage)
- Old Wardour Castle - (English Heritage)